# Sacra rappresentazione

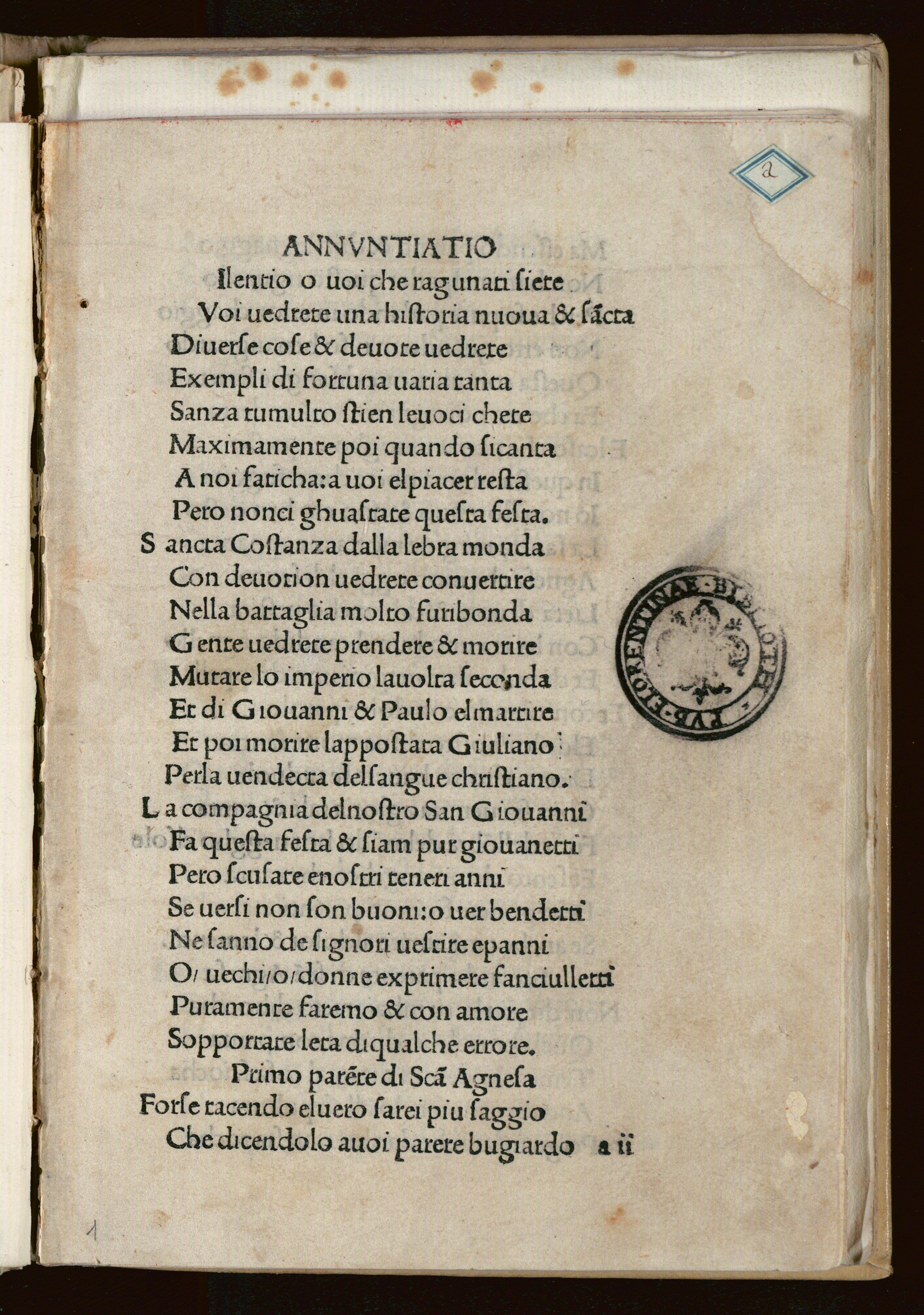
Sacra rappresentazione dei santi Giovanni e Paolo („Heilige Darstellung der Heiligen Johannes und Paulus“), geschrieben von Lorenzo de Medici in den letzten Jahren seines Lebens

Die Sacra rappresentazione (ital. für Heilige Darstellung) ist eine Form des geistlichen Spiels der spätmittelalterlichen italienischen Literatur. In ihr vermischen sich fromme Volksbräuche, traditionelles Liedgut, Dichtung und Musik in einem feierlichen religiösen Theater. Auf üppig ausgestatteten Bühnen stellten zahlreiche aufwändig kostümierte Schauspieler biblische Geschichten und Legenden dar. Zwischenspiele waren meist weltlichen Inhalts und antizipierten die italienische Komödie.
Die klassische Sacra rappresentazione wurde schließlich von humanistisch geprägten Dramen und Musikdramen verdrängt, lebt aber als Teil der sogenannten „Volkskultur“ – auch unter dieser Benennung – im Mezzogiorno weiter. Sie wird vornehmlich als Darstellung des Kreuzweges Jesu (Via Crucis vivente) realisiert. Von dort ausgehend, haben süditalienische Immigranten seit etwa 1980 an verschiedenen Orten in Deutschland ähnliche Aufführungen initiiert, die bis heute an Karfreitag gezeigt werden, so etwa in Stuttgart-Bad Cannstatt (seit 1979), in Bensheim an der Bergstraße (seit 1983), in Saarlouis (seit 2000) und in Ulm (seit 2004).